# Benjamin Mitrani
Benjamin Mitrani (né le 28 mars 1998) est un compositeur français et québécois.

## Biographie
Né à Paris, il emménage au Québec avec sa famille à l'âge de sept ans. Après avoir étudié au Collège de Montréal, il s'initie à la musique à l'école  F.A.C.E., puis devient diplômé de l'école de son R.A.C. (Recording Arts Canada). Il compose sa première musique de film en 2018 pour le long-métrage Cassy.
Également diplômé en graphisme du Collège Salette, il est actif sur les réseaux sociaux en tant qu'animateur, produisant des vidéos comiques.
Il est le fils du réalisateur Noël Mitrani. 

## Filmographie

### Longs métrages
- 2018 : Cassy
- 2021 : Toutes les deux
- 2023 : Emma sous influence
- 2025 : Révolté